# حاسی الرمل
حاسی الرمل (به عربی: حاسی الرمل) یک شهرستان الجزایر در الجزایر است که در استان الاغواط واقع شده‌است.